# (1923) Osiris
(1923) Osiris es un asteroide que forma parte del cinturón de asteroides y fue descubierto el 24 de septiembre de 1960 por Ingrid van Houten-Groeneveld, Cornelis Johannes van Houten y Tom Gehrels desde el observatorio del Monte Palomar, Estados Unidos.

## Designación y nombre
Osiris fue designado al principio como 4011 P-L.
Más tarde se nombró por Osiris, un dios de la mitología egipcia.

## Características orbitales
Osiris está situado a una distancia media del Sol de 2,436 ua, pudiendo alejarse hasta 2,59 ua y acercarse hasta 2,282 ua. Su inclinación orbital es 4,957° y la excentricidad 0,0633. Emplea 1389 días en completar una órbita alrededor del Sol.